# Sofia de Hanôver
Sofia de Hanôver, nascida Sofia do Palatinado (em alemão: Sophie von Hannover; 14 de outubro de 1630 – 8 de junho 1714) foi a filha mais nova de Frederico V, Eleitor Palatino, da Casa de Wittelsbach, o "Rei de Inverno" da Boêmia, e de Isabel da Boémia. Foi também mãe de Jorge I da Grã-Bretanha, sendo portanto uma antepassada da linha de sucessão ao trono britânico hanoveriana. O seu avô foi Jaime VI da Escócia e I de Inglaterra, e seu tio foi Carlos I da Inglaterra. Teria sido Rainha da Grã-Bretanha se não tivesse falecido poucas semanas antes da morte de sua prima, a Rainha Ana. Foi Também princesa-eleitora de Hanôver, Pelo Seu Casamento Com Ernesto Augusto, Eleitor de Hanôver.

## Primeiros Anos
Filha do príncipe-eleitor Frederico V do Palatinado e de Isabel da Boémia, conhecidos como o "rei e a rainha de Inverno da Boémia" devido ao seu curto reinado no país, Sofia nasceu no Wassenaer Hof, em Haia, na República Holandesa, onde os seus pais se tinham exilado após a Batalha da Montanha Branca. Pelo lado da mãe, Sofia era neta do rei Jaime VI da Escócia e I de Inglaterra. Quando nasceu, Sofia recebeu um rendimento anual de quarenta táleres dos Estados da Frísia. O primeiro admirador de Sofia foi o seu primo, o rei Carlos II, mas a princesa recusou os seus avanços por achar que o seu único interesse era obter dinheiro do apoiante da sua mãe, Lord William Craven.

## Casamento

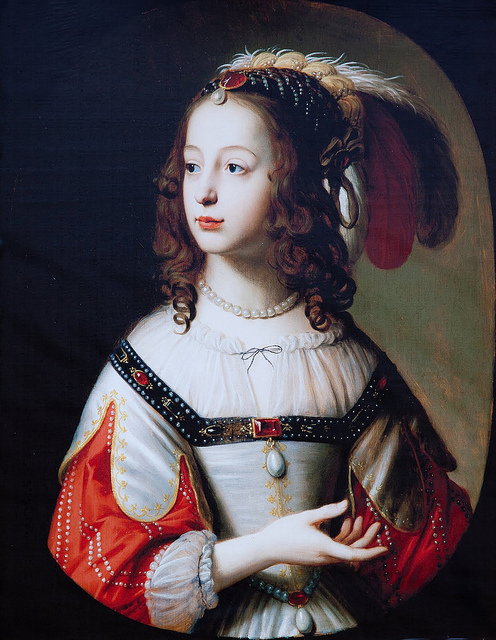
Sofia quando jovem.

Antes de se casar, Sofia, sendo filha de Frederico V, Eleitor Palatino, era referida como Sofia, princesa do Palatinado do Reno ou como Sofia do Palatinado. A 30 de Setembro de 1658 casou-se com Ernesto Augusto, príncipe-eleitor de Brunsvique-Luneburgo que, em 1692, se tornou no primeiro príncipe-eleitor de Hanôver. Ernesto Augusto era primo em segundo-grau da sua mãe Isabel Stuart uma vez que ambos eram bisnetos do rei Cristiano III da Dinamarca.
Sofia tornou-se amiga e admiradora de Gottfried Leibniz quando ele era bibliotecário na corte de Hanôver. A sua amizade durou desde 1676 até à sua morte em 1714. Esta amizade originou uma correspondência substancial publicada pela primeira vez no século XIX que revela Sofia como uma mulher com grandes capacidades intelectuais e curiosidade. Estava bem informada sobre os trabalhos de René Descartes e Baruch Spinoza. Juntamente com Ernesto Augusto melhorou muito o Palácio de Herrenhausen e foi a principal impulsionadora para a criação dos jardins que o rodeiam e que existem hoje em dia. Foi neste palácio que a princesa morreu.
O casal teve sete filhos. Sofia esteve ausente durante quase um ano entre 1664-5 quando foi de férias com o marido para Itália, mas mantinha uma correspondência regular com as preceptoras dos filhos e tinha grande interesse na sua educação, mais ainda quando regressou a casa. Após a sua viagem, Sofia teve ainda mais quatro filhos, três rapazes e uma menina. Nas suas cartas, Sofia descreve o seu filho mais velho como uma criança responsável e ciosa que servia de exemplo para os seus irmãos mais novos.
Sofia estava inicialmente contra o casamento do filho com a duquesa Sofia Doroteia de Celle uma vez que não gostava da mãe dela (que não tinha sangue real) e estava preocupada com o estatuto de legitimação dela, mas acabaria por ser conquistada pelas vantagens que a união trazia.

## Herdeira das Coroas

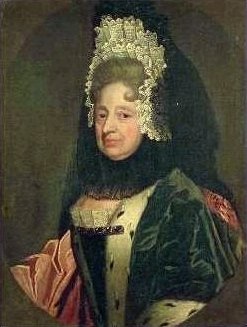
Sofia de Hanôver.

Em Setembro de 1700, Sofia encontrou-se com o seu primo, o rei Guilherme III de Inglaterra, em Loo. Dois meses depois do seu encontro, o príncipe Guilherme, Duque de Gloucester, sobrinho do rei Guilherme e filho da futura rainha Ana, morreu. Uma vez que Guilherme se mostrava relutante em casar novamente, começou a considerar-se a inclusão de Sofia na linha de sucessão.
Um ano depois, o Parlamento aprovou o Decreto de Estabelecimento de 1701 declarando que, não havendo descendência legitima de Ana nem de Guilherme III, as coroas eram entregues "à excelentíssima princesa Sofia, princesa-eleitora e duquesa-viúva de Hanôver" e "herdeiros do seu corpo que sejam protestantes". O excerto-chave do Estabelecimento que nomeava Sofia herdeira presuntiva diz:
"Assim, para uma Provisão da Sucessão da Coroa na Linha Protestante mais segura, Nós, as Vossas Majestades, súbditos mais atenciosos e leais, os Senhores e Comuns deste presente Parlamento reuniram-se para pedir a Vossa Majestade para que possa ser promulgado e declarado e que seja promulgado e declarado pelas Excelentíssimas Majestades e pelo Conselho e Consentimento dos Senhores Morais e Temporais e pelos Comuns reunidos neste Parlamento e pela Autoridade do mesmo Que a Excelentíssima princesa Sofia, princesa-eleitora e duquesa-viúva de Hanôver, Filha da Excelentíssima princesa Isabel, falecida rainha da Boémia, Filha do nosso falecido Soberano e Senhor Jaime o Primeiro de feliz Memória, seja declarada a partir de agora declarada a seguinte na Sucessão da Linha Protestante à Coroa Imperial e Dignidade dos Reinos mencionados anteriormente de Inglaterra, França e Irlanda com os Domínios e Territórios que a partir de aqui possam pertencer a Sua Majestade e à princesa Ana da Dinamarca e, Por Falta de Descendência da referida princesa Ana e de Sua Majestade respectivamente."
Sofia tornou-se assim herdeira presuntiva com o objectivo de acabar com as pretensões do católico Jaime Francisco Eduardo Stuart que, de outra forma, teria chegado ao trono como rei Jaime III e VIII, bem como afastar qualquer católico e esposos católicos de monarcas que tivessem alguma pretensão ao trono. O decreto restringia o trono britânico a "herdeiros protestantes" de Sofia de Hanôver que nunca tivessem sido católicos nem tivessem sido casados com católicos. Alguns políticos britânicos tentaram levar Sofia a Inglaterra várias vezes para que assumisse imediatamente o trono caso Ana morresse. Também foi discutido que este rumo era necessário para garantir a sucessão de Sofia, uma vez que o meio-irmão católico da rainha estava muito mais próximo de Londres do que Sofia. A princesa-eleitora estava ansiosa para se mudar para Londres, mas a proposta foi negada uma vez que a sua presença no país seria uma ofensa mortal para Ana que se opunha fortemente a uma corte rival no seu reino. Ana, que poderia saber que Sofia, que era activa e vivaz apesar da sua idade avançada, faria melhor figura do que ela. Sofia não tinha qualquer certeza sobre o que aconteceria após a morte de Ana, chegando a dizer: 
"O que o Parlamento faz um dia, desfaz no dia seguinte."
Quando a lei foi aprovada em 1701, Sofia, na altura com setenta-e-um anos, cinco dos seus filhos (que tinham entre os 35 e os 41 anos) e três dos seus netos (entre os 14 e os 18 anos) estavam vivos. Apesar de Sofia ser trinta-e-cinco anos mais velha do que Ana, estava em forma e era saudável, investindo o seu tempo e energia para garantir a sua sucessão ou a do filho. Actualmente existem mais de cinco mil descendentes legítimos de Sofia, apesar de nem todos se encontrarem na linha de sucessão. O Decreto de Naturalização de Sofia de 1705 concedia nacionalidade britânica aos descendentes não-católicos de Sofia. Todos aqueles que obtiveram este direito através deste decreto em qualquer altura até ser revogado pelo Decreto de Nacionalidade Britânica de 1948, ainda o exercem até aos dias de hoje.

## Morte e Legado
Apesar de ser consideravelmente mais velha do que a rainha Ana, Sofia tinha uma saúde muito melhor. Em Junho de 1714, Sofia estava a caminhar pelos jardins de Herrenhausen quando um aguaceiro repentino a forçou a correr para um abrigo. Quando lá chegou, desmaiou e morreu aos oitenta-e-três anos de idade. A rainha Ana morreu algumas semanas depois, com quarenta-e-nove anos. Se Ana tivesse morrido antes de Junho de 1714, Sofia teria sido a pessoa mais velha da História a chegar ao trono britânico.
Após a morte de Sofia, o seu filho mais velho, o príncipe-eleitor Jorge Luís de Brunsvique-Luneburgo, tornou-se herdeiro presuntivo em seu lugar e, algumas semanas depois, sucedeu a Ana como rei Jorge I. A filha de Sofia, a princesa Sofia Carlota de Hanôver, casou-se com o primeiro rei da Prússia, Frederico I, e é dela que descendem todos os reis da Prússia.

## Títulos e estilos
- 14 de outubro de 1630 – 30 de setembro de 1658: Sua Alteza Sereníssima, a Princesa Sofia do Palatinado
- 30 de setembro de 1658 – 18 de dezembro de 1679: Sua Alteza Sereníssima, a Duquesa Sofia de Brunsvique-Luneburgo
- 18 de dezembro de 1679 – 23 de janeiro de 1698: Sua Alteza Sereníssima, a Duquesa de Brunsvique-Luneburgo
- 19 de dezembro de 1692 – 23 de janeiro de 1698: Sua Alteza Sereníssima, a Eleitora de Hanôver
- 23 de janeiro de 1698 – 8 de junho de 1714: Sua Alteza Sereníssima, a Eleitora Viúva de Hanôver

## Descendência
De seu casamento com Ernesto Augusto, Eleitor de Hanôver teve os seguintes filhos:
1. Jorge I da Grã-Bretanha (1660–1727)
2. Frederico Augusto de Brunsvique-Luneburgo (1661–1690), General Imperial
3. Maximiliano Guilherme de Brunsvique-Luneburgo (1666-1726), marechal de campo no Exército Imperial
4. Sofia Carlota de Hanôver (1668-1705), casada com o rei Frederico I da Prússia; com descendência.
5. Carlos Filipe de Brunsvique-Luneburgo (1669-1690), coronel no Exército Imperial
6. Cristiano Henrique de Brunsvique-Luneburgo (1671-1690)
7. Ernesto Augusto, Duque de Iorque e Albany (1674–1728), tornou-se príncipe-bispo de Osnabruque.